# Butzbach-Licher Eisenbahn
| GTW 2/6 der HLB (ex BLE), als Sonderzug auf der Stammstrecke | |                                             |                                             |
| Streckennummer (DB): | 9371 (Butzbach Ost–Münzenberg), 9372 (Butzbach Ost–Pohl-Göns), 9373 (Griedel–Bad Nauheim Nord)                                                    |                                             |                                             |
| Kursbuchstrecke: | 169m (Oberkleen–Bad Nauh. Nord 1934) 169k (Butzbach West–Grünb. Süd 1934) 193n (Oberkleen–Bad Nauh. Nord 1946) 193m (Butzbach West–Grünberg 1946) |                                             |                                             |
| Streckenlänge: | 56,4 km |                                             |                                             |
| Spurweite: | 1435 mm (Normalspur) |                                             |                                             |
| Streckenklasse: | C2 |                                             |                                             |
| Maximale Neigung: | Butzbach Nord–Münzenberg: 28 ‰ Griedel–Bad Nauheim Nord: 38 ‰                                                                                     |                                             |                                             |
| Minimaler Radius: | 180 m |                                             |                                             |
| Streckengeschwindigkeit: | HLB-Teil: 40 km/h EFW-Teil: 25 km/h |                                             |                                             |
| | |                                             |                                             |
| \| \| 7,6 \| Oberkleen \| Oberkleen \| \| \| 6,5 \| Ebersgöns \| Ebersgöns \| \| \| 4,2 \| Streckenende \| Streckenende \| \| \| \| B 3 \| \| \| \| 3,2 \| Anschluss Magna-Park (ehem. Ayers-Kaserne) \| Anschluss Magna-Park (ehem. Ayers-Kaserne) \| \| \| 3,1 \| ehem. B 3 \| ehem. B 3 \| \| \| 3,0 \| Pohl-Göns \| Pohl-Göns \| \| \| 1,6 \| Anschluss BLE-Freunde (EBN) \| Anschluss BLE-Freunde (EBN) \| \| \| 1,5 \| Butzbach Nord privater Hp der Pintsch-Bamag \| Butzbach Nord privater Hp der Pintsch-Bamag \| \| \| 1,2 \| Butzbach Nord \| Butzbach Nord \| \| \| 1,0 \| Anschluss voestalpine BWG \| Anschluss voestalpine BWG \| \| \| 0,9 \| Anschluss Lochblech \| Anschluss Lochblech \| \| \| 0,8 \| Abzweig zur Main-Weser-Bahn \| Abzweig zur Main-Weser-Bahn \| \| \| 0,7 \| Anschluss Kost \| Anschluss Kost \| \| \| 0,3 \| Anschluss Gerhardt/Wulffen \| Anschluss Gerhardt/Wulffen \| \| \| \| Butzbach Main-Weser-Bahn \| \| \| \| 0,0 \| Butzbach West \| Butzbach West \| \| \| \| \| \| \| \| 0,01,2 \| Butzbach Ost Werkstatt/Waschanlage HLB \| Butzbach Ost Werkstatt/Waschanlage HLB \| \| \| \| Grenze HLB/EFW \| \| \| \| \| ehem. B 488 (in Kreisverkehr) \| \| \| \| \| A 5 \| \| \| \| 3,20,0 \| Griedel \| Griedel \| \| \| \| \| \| \| \| 0,3 \| Griedel Mitte \| Griedel Mitte \| \| \| \| Wetter (2×) \| \| \| \| 3,0 \| Rockenberg \| Rockenberg \| \| \| 4,4 \| Oppershofen \| Oppershofen \| \| \| 7,1 \| Steinfurth \| Steinfurth \| \| \| \| Bad Nauheimer Str. \| \| \| \| 7,2 \| Steinfurth Rosenbahnsteig (Bft) \| Steinfurth Rosenbahnsteig (Bft) \| \| \| \| B 3 \| \| \| \| \| P&R-Parkplatz am Bahnhof \| \| \| \| \| von Kassel \| \| \| \| \| Bad Nauheim \| \| \| \| 10,6 \| Bad Nauheim Nord (Pbf) \| Bad Nauheim Nord (Pbf) \| \| \| \| Verbindungsgleis \| \| \| \| 11,0 \| Bad Nauheim Nord (Bbf) \| Bad Nauheim Nord (Bbf) \| \| \| \| nach Frankfurt \| \| \| \| 5,7 \| Gambach (Hess) \| Gambach (Hess) \| \| \| 5,9 \| Anschluss Quarzsandwerk (wird reaktiviert) \| Anschluss Quarzsandwerk (wird reaktiviert) \| \| \| 7,1 \| Oberhörgern-Eberstadt \| Oberhörgern-Eberstadt \| \| \| 9,1 \| Münzenberg Holzverladung \| Münzenberg Holzverladung \| \| \| \| A 45 \| \| \| \| 10,5 \| Trais-Münzenberg \| Trais-Münzenberg \| \| \| 12,6 \| Muschenheim \| Muschenheim \| \| \| \| B 488 \| \| \| \| 14,3 \| Hof- und Dorf-Güll \| Hof- und Dorf-Güll \| \| \| \| B 488 \| \| \| \| \| von Gießen \| \| \| \| \| ehem. B 457 (gemeinsamer Schrankenposten) \| \| \| \| 19,1 \| Lich (Oberhess) Süd \| Lich (Oberhess) Süd \| \| \| \| \| \| \| \| \| Lich (Oberhess) \| \| \| \| \| \| \| \| \| \| nach Gelnhausen \| \| \| \| \| Wetter \| \| \| \| 24,2 \| Niederbessingen \| Niederbessingen \| \| \| 26,7 \| Oberbessingen \| Oberbessingen \| \| \| 27,9 \| Münster (Oberh) \| Münster (Oberh) \| \| \| 29,1 \| Ettingshausen \| Ettingshausen \| \| \| 30,6 \| Harbach \| Harbach \| \| \| 33,1 \| Queckborn \| Queckborn \| \| \| \| Wetter \| \| \| \| \| B 49 \| \| \| \| \| von Gießen \| \| \| \| 38,1 \| Grünberg (Oberh.) Süd (Güterbereich) \| Grünberg (Oberh.) Süd (Güterbereich) \| \| \| \| Londorfer Straße \| \| \| \| 38,2 \| (BLE-Bahnsteig)/Grünberg (Oberhess) \| (BLE-Bahnsteig)/Grünberg (Oberhess) \| \| \| \| nach Lollar \| \| \| \| \| nach Fulda \| \| | |                                             |                                             |
| Kopfbahnhof Streckenanfang (Strecke außer Betrieb) | 7,6 | Oberkleen                                   | Oberkleen                                   |
| Bahnhof (Strecke außer Betrieb) | 6,5 | Ebersgöns                                   | Ebersgöns                                   |
| | 4,2 | Streckenende                                | Streckenende                                |
| Strecke mit Straßenbrücke | | B 3                                         | B 3                                         |
| Abzweig geradeaus und von links | 3,2 | Anschluss Magna-Park (ehem. Ayers-Kaserne)  | Anschluss Magna-Park (ehem. Ayers-Kaserne)  |
| Bahnübergang | 3,1 | ehem. B 3                                   | ehem. B 3                                   |
| Dienststation / Betriebs- oder Güterbahnhof | 3,0 | Pohl-Göns                                   | Pohl-Göns                                   |
| Abzweig geradeaus und von rechts | 1,6 | Anschluss BLE-Freunde (EBN)                 | Anschluss BLE-Freunde (EBN)                 |
| ehemaliger Haltepunkt / Haltestelle | 1,5 | Butzbach Nord privater Hp der Pintsch-Bamag | Butzbach Nord privater Hp der Pintsch-Bamag |
| Dienststation / Betriebs- oder Güterbahnhof | 1,2 | Butzbach Nord                               | Butzbach Nord                               |
| Abzweig geradeaus und von rechts | 1,0 | Anschluss voestalpine BWG                   | Anschluss voestalpine BWG                   |
| Abzweig ehemals quer und nach links · Strecke von rechts | 0,9 | Anschluss Lochblech                         | Anschluss Lochblech                         |
| Strecke von links · Abzweig geradeaus und nach rechts | 0,8 | Abzweig zur Main-Weser-Bahn                 | Abzweig zur Main-Weser-Bahn                 |
| Strecke · Abzweig geradeaus und ehemals nach rechts | 0,7 | Anschluss Kost                              | Anschluss Kost                              |
| Abzweig geradeaus und ehemals nach rechts · Strecke | 0,3 | Anschluss Gerhardt/Wulffen                  | Anschluss Gerhardt/Wulffen                  |
| Bahnhof quer · Abzweig quer, nach rechts und ehemals von rechts · Kreuzung geradeaus unten | | Butzbach Main-Weser-Bahn                    | Butzbach Main-Weser-Bahn                    |
| Kopfbahnhof Streckenanfang und quer (Strecke außer Betrieb) · Abzweig geradeaus und von rechts (Strecke außer Betrieb) · Strecke | 0,0 | Butzbach West                               | Butzbach West                               |
| Abzweig ehemals geradeaus und von links · Strecke nach rechts | |                                             |                                             |
| Dienststation / Betriebs- oder Güterbahnhof | 0,01,2 | Butzbach Ost Werkstatt/Waschanlage HLB      | Butzbach Ost Werkstatt/Waschanlage HLB      |
| Wechsel des Eisenbahninfrastrukturunternehmens | | Grenze HLB/EFW                              | Grenze HLB/EFW                              |
| Bahnübergang | | ehem. B 488 (in Kreisverkehr)               | ehem. B 488 (in Kreisverkehr)               |
| Strecke mit Straßenbrücke | | A 5                                         | A 5                                         |
| Bahnhof | 3,20,0 | Griedel                                     | Griedel                                     |
| Abzweig nach links und von links · Strecke von rechts | |                                             |                                             |
| ehemaliger Haltepunkt / Haltestelle · Strecke | 0,3 | Griedel Mitte                               | Griedel Mitte                               |
| Brücke über Wasserlauf · Strecke | | Wetter (2×)                                 | Wetter (2×)                                 |
| Bahnhof · Strecke | 3,0 | Rockenberg                                  | Rockenberg                                  |
| Dienststation / Betriebs- oder Güterbahnhof · Strecke | 4,4 | Oppershofen                                 | Oppershofen                                 |
| Bahnhof · Strecke | 7,1 | Steinfurth                                  | Steinfurth                                  |
| Bahnübergang · Strecke | | Bad Nauheimer Str.                          | Bad Nauheimer Str.                          |
| Haltepunkt / Haltestelle · Strecke | 7,2 | Steinfurth Rosenbahnsteig (Bft)             | Steinfurth Rosenbahnsteig (Bft)             |
| Brücke · Strecke | | B 3                                         | B 3                                         |
| Bahnübergang · Strecke | | P&R-Parkplatz am Bahnhof                    | P&R-Parkplatz am Bahnhof                    |
| Strecke von rechts · Strecke · Strecke | | von Kassel                                  | von Kassel                                  |
| Bahnhof · Strecke · Strecke | | Bad Nauheim                                 | Bad Nauheim                                 |
| Strecke · Haltepunkt / Haltestelle · Strecke | 10,6 | Bad Nauheim Nord (Pbf)                      | Bad Nauheim Nord (Pbf)                      |
| Abzweig geradeaus und nach links · Abzweig geradeaus und von rechts · Strecke | | Verbindungsgleis                            | Verbindungsgleis                            |
| Strecke · Betriebs-/Güterbahnhof Streckenende · Strecke | 11,0 | Bad Nauheim Nord (Bbf)                      | Bad Nauheim Nord (Bbf)                      |
| Strecke nach rechts · Strecke von links · Strecke nach rechts | | nach Frankfurt                              | nach Frankfurt                              |
| Bahnhof | 5,7 | Gambach (Hess)                              | Gambach (Hess)                              |
| Abzweig geradeaus und ehemals von rechts | 5,9 | Anschluss Quarzsandwerk (wird reaktiviert)  | Anschluss Quarzsandwerk (wird reaktiviert)  |
| Dienststation / Betriebs- oder Güterbahnhof | 7,1 | Oberhörgern-Eberstadt                       | Oberhörgern-Eberstadt                       |
| Kopfbahnhof Strecke ab hier außer Betrieb | 9,1 | Münzenberg Holzverladung                    | Münzenberg Holzverladung                    |
| Strecke mit Straßenbrücke (Strecke außer Betrieb) | | A 45                                        | A 45                                        |
| Bahnhof (Strecke außer Betrieb) | 10,5 | Trais-Münzenberg                            | Trais-Münzenberg                            |
| Bahnhof (Strecke außer Betrieb) | 12,6 | Muschenheim                                 | Muschenheim                                 |
| Bahnübergang (Strecke außer Betrieb) | | B 488                                       | B 488                                       |
| Bahnhof (Strecke außer Betrieb) | 14,3 | Hof- und Dorf-Güll                          | Hof- und Dorf-Güll                          |
| Strecke mit Straßenbrücke (Strecke außer Betrieb) | | B 488                                       | B 488                                       |
| Strecke (außer Betrieb) · Strecke von links | | von Gießen                                  | von Gießen                                  |
| Bahnübergang (Strecke außer Betrieb) · Bahnübergang | | ehem. B 457 (gemeinsamer Schrankenposten)   | ehem. B 457 (gemeinsamer Schrankenposten)   |
| Bahnhof (Strecke außer Betrieb) · Strecke | 19,1 | Lich (Oberhess) Süd                         | Lich (Oberhess) Süd                         |
| Abzweig geradeaus und von links (Strecke außer Betrieb) · Abzweig geradeaus und ehemals nach rechts | |                                             |                                             |
| Strecke (außer Betrieb) · Bahnhof | | Lich (Oberhess)                             | Lich (Oberhess)                             |
| Abzweig geradeaus und nach links (Strecke außer Betrieb) · Abzweig geradeaus und ehemals von rechts | |                                             |                                             |
| Strecke quer · Kreuzung geradeaus oben (Strecke geradeaus außer Betrieb) · Strecke nach rechts | | nach Gelnhausen                             | nach Gelnhausen                             |
| Brücke über Wasserlauf (Strecke außer Betrieb) | | Wetter                                      | Wetter                                      |
| Bahnhof (Strecke außer Betrieb) | 24,2 | Niederbessingen                             | Niederbessingen                             |
| Bahnhof (Strecke außer Betrieb) | 26,7 | Oberbessingen                               | Oberbessingen                               |
| Bahnhof (Strecke außer Betrieb) | 27,9 | Münster (Oberh)                             | Münster (Oberh)                             |
| Bahnhof (Strecke außer Betrieb) | 29,1 | Ettingshausen                               | Ettingshausen                               |
| Haltepunkt / Haltestelle (Strecke außer Betrieb) | 30,6 | Harbach                                     | Harbach                                     |
| Bahnhof (Strecke außer Betrieb) | 33,1 | Queckborn                                   | Queckborn                                   |
| Brücke über Wasserlauf (Strecke außer Betrieb) | | Wetter                                      | Wetter                                      |
| Bahnübergang (Strecke außer Betrieb) | | B 49                                        | B 49                                        |
| Abzweig geradeaus und nach links (Strecke außer Betrieb) · Abzweig von links und ehemals von rechts | | von Gießen                                  | von Gießen                                  |
| Dienststation / Betriebs- oder Güterbahnhof (Strecke außer Betrieb) · Strecke | 38,1 | Grünberg (Oberh.) Süd (Güterbereich)        | Grünberg (Oberh.) Süd (Güterbereich)        |
| Bahnübergang (Strecke außer Betrieb) · Bahnübergang | | Londorfer Straße                            | Londorfer Straße                            |
| Haltepunkt / Haltestelle Streckenende (Strecke außer Betrieb) · Bahnhof | 38,2 | (BLE-Bahnsteig)/Grünberg (Oberhess)         | (BLE-Bahnsteig)/Grünberg (Oberhess)         |
| Abzweig geradeaus und ehemals nach links | | nach Lollar                                 | nach Lollar                                 |
| Strecke | | nach Fulda                                  | nach Fulda                                  |

Die Butzbach-Licher Eisenbahn (BLE) ist die Bahnstrecke von Butzbach nach Lich und war bis 2005 der Name von deren Bau- und Verkehrsbetrieb mit Sitz in Butzbach. Zwischen 2006 und 2021 war die Strecke im Besitz der HLB Basis AG. Mitte 2021 wurde sie von den Eisenbahnfreunden Wetterau gekauft.

## Geschichte

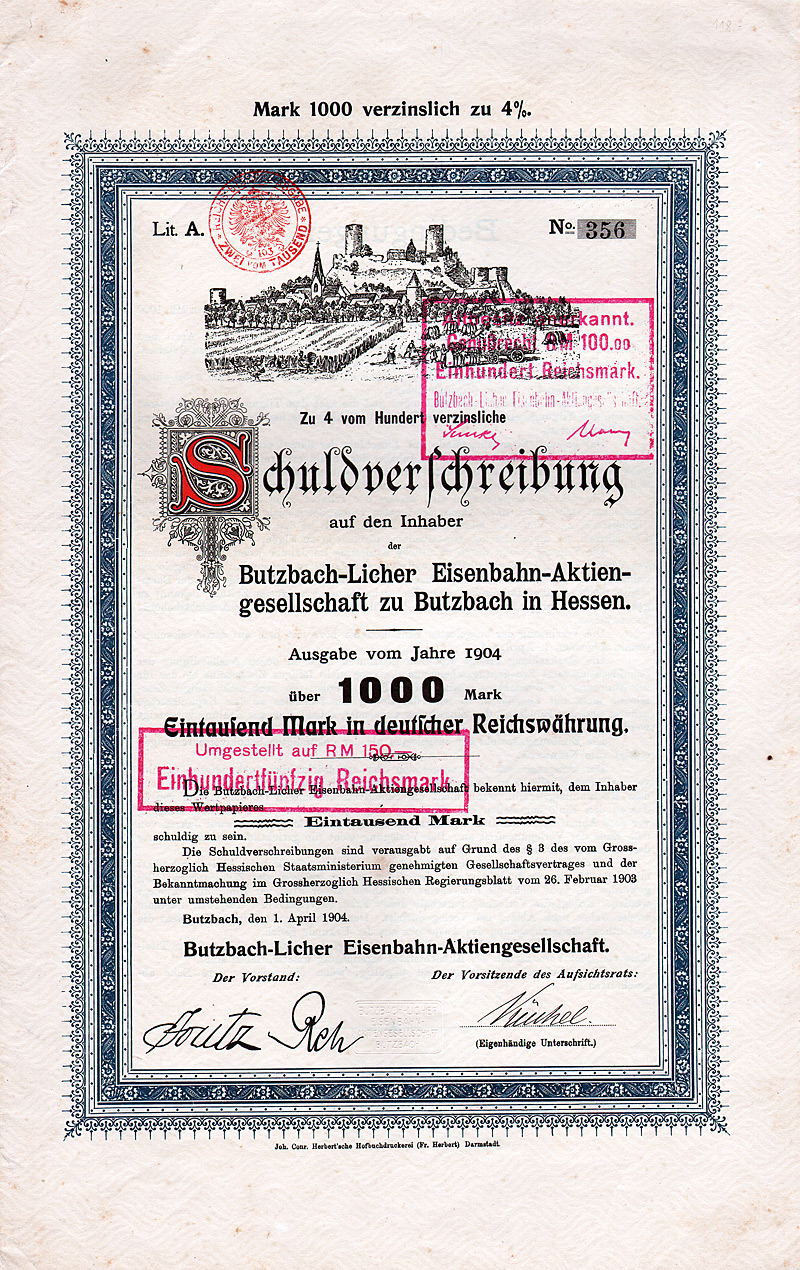
Schuldverschreibung über 1000 Mark der Butzbach-Licher Eisenbahn-AG vom 1. April 1904

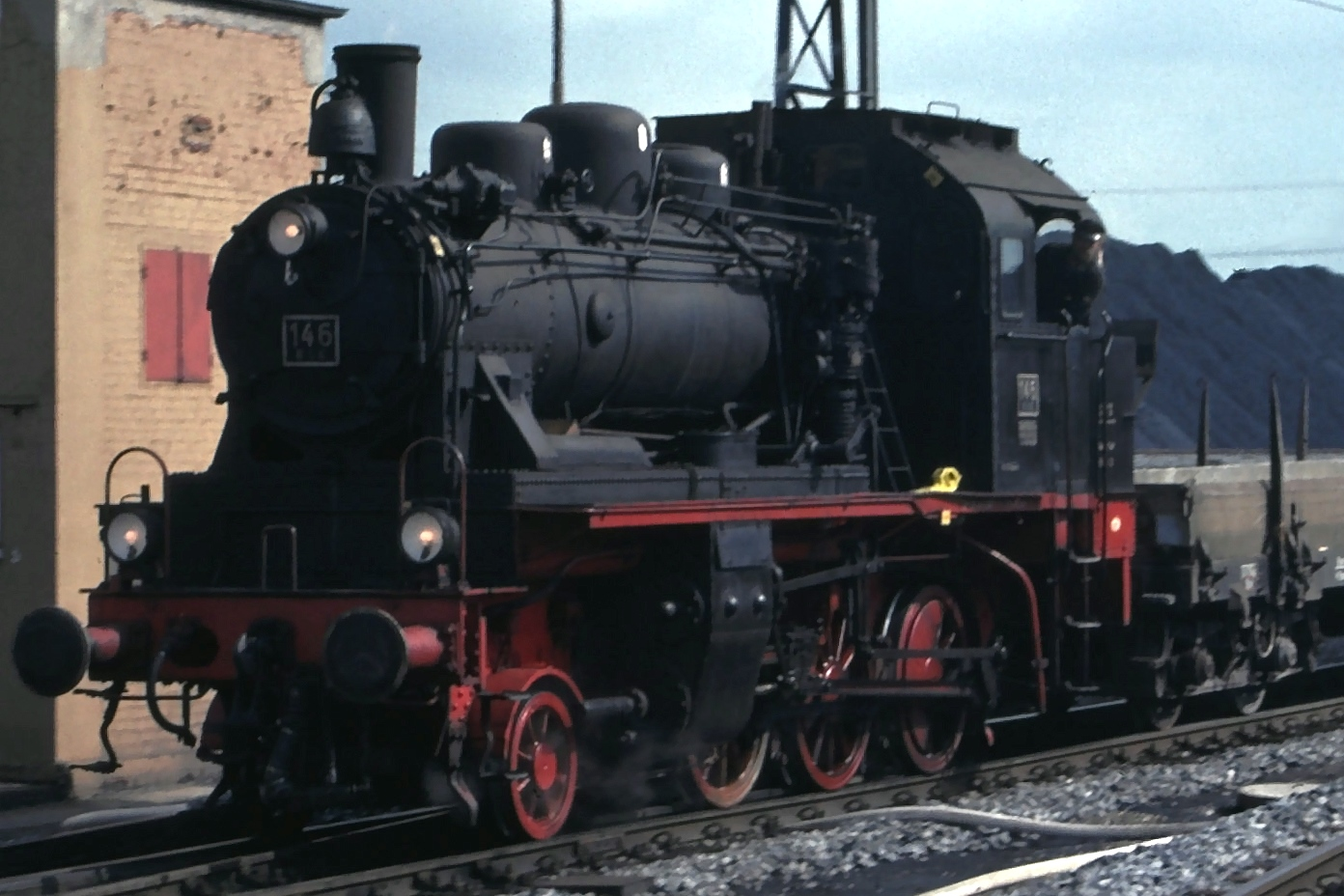
Lok 146 der BLE vom Typ ELNA 2 (1970 ausgemustert)

Die Butzbach-Licher Eisenbahn AG wurde am 14. April 1902 von der damals führenden Bahnbau- und Betriebsgesellschaft Lenz & Co GmbH, die 87 % der Aktien übernahm, sowie acht Anliegergemeinden gegründet. Die staatliche Konzession zum Bau und Betrieb der Bahn erteilte das Großherzogtum Hessen am 12. März 1903. Der Name blieb rund einhundert Jahre unverändert erhalten, obwohl die Aktienmehrheit 1929 auf die AG für Verkehrswesen (AGV) und 1954 auf das Land Hessen übergegangen war. Vom 28. Dezember 1971 bis zum 27. Juli 2005 war die BLE eine Tochter der landeseigenen Hessischen Landesbahn GmbH (HLB), die 94,4 % der Aktien hielt. Dann fusionierte die BLE rückwirkend zum 1. Januar 2005 mit den HLB-Töchtern Frankfurt-Königsteiner Eisenbahn und Kassel-Naumburger Eisenbahn zur Frankfurt-Königsteiner Eisenbahn AG, die am 8. März 2006 in HLB Basis AG umbenannt wurde. Das operative Geschäft haben die neuen Unternehmen HLB Hessenbahn GmbH und HLB Hessenbus GmbH übernommen.

## Infrastruktur
Die namensgebende erste 19 km lange Strecke durch die Wetterau, teilweise auch Wettertalbahn genannt, wurde am 28. März 1904 von Butzbach West (neben dem Staatsbahnhof) über Butzbach Ost, wo sich noch heute der Betriebsmittelpunkt mit der Verwaltung befindet, und Griedel nach Lich (Oberhess) Süd neben der Bahnstrecke Gießen–Gelnhausen (Lahn-Kinzig-Bahn) eröffnet. Am 15. Juli 1909 folgte die Eröffnung der Streckenfortsetzung bis Queckborn und am 1. August 1909 bis zum Endbahnhof Grünberg (Oberhess) Süd, wo Anschluss an die Staatsbahnstrecke Gießen–Fulda (Vogelsbergbahn) und die Strecke nach Lollar (Lumdatalbahn) bestand. Eine weitere Bahnlinie der BLE zweigte in Griedel durch das Wettertal nach Bad Nauheim Nord ab; sie war ab 2. April 1910 durchgehend befahrbar. Die Strecke von Butzbach Ost nach Ebersgöns sollte ursprünglich am 1. Mai 1910 eröffnet werden, jedoch musste die Eröffnung kurzfristig auf den 13. Mai 1910 verschoben werden. Die letzte Strecke von Ebersgöns nach Oberkleen im preußischen Kreis Wetzlar war am 1. Juni 1910 vollendet worden.
Die Bahn erschloss ein überwiegend ländliches Gebiet mit einigen Kleinstädten und so geringem Verkehrsaufkommen, dass die Erwartungen der Gründer nicht erfüllt werden konnten. Trotzdem hat die Bahn zwei Weltkriege und Wirtschaftskrisen überstanden und spielt heute eine wichtige Rolle im Schienennahverkehr sowie im Omnibusverkehr innerhalb des Rhein-Main-Verkehrsverbundes (RMV).
Die Betriebsführung lag bis zum Kriegsende 1945 bei der Firma Lenz & Co GmbH und ging dann auf die Deutsche Eisenbahn-Gesellschaft über. Nach einem Zwischenspiel der Deutschen Bundesbahn von 1974 bis 1982 übernahm die Hessische Landesbahn (HLB) die Betriebsführung.

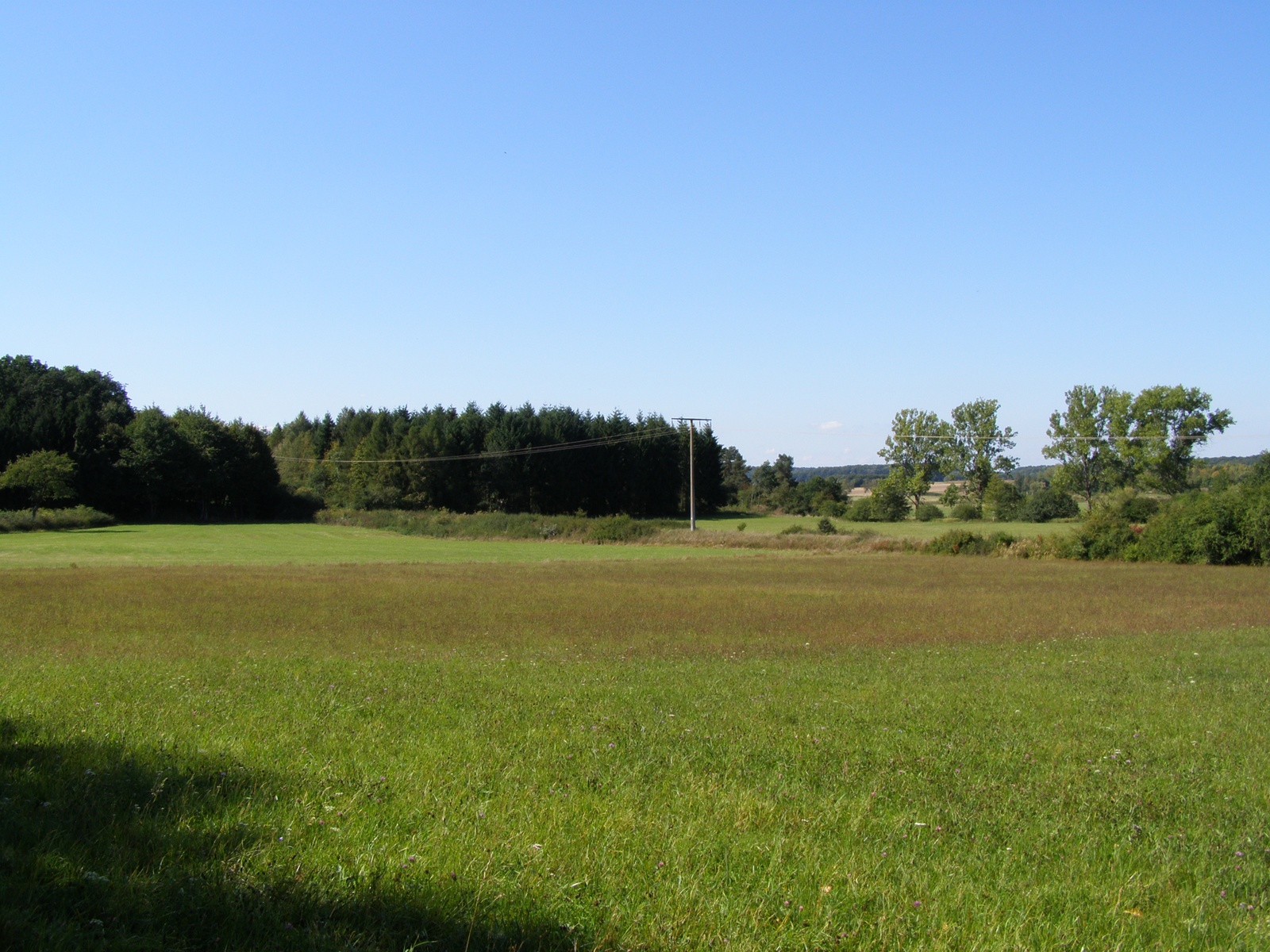
Abgebaute Trasse bei Lich

Ab 1953 begann das Streckennetz zu schrumpfen. Es begann mit der Stilllegung der Strecke von Lich (Oberhess) Süd nach Grünberg (Oberhess) Süd am 4. Oktober 1953. Am 30. September 1956 folgte der Personenverkehr von Butzbach Ost nach Oberkleen. Am 27. Mai 1961 verlor auch die Stammstrecke zwischen Butzbach West und Butzbach Ost sowie Griedel und Lich (Oberhess) Süd ihren Personenverkehr, der Abschnitt von Hof- und Dorf-Güll nach Lich (Oberhess) Süd wurde ganz stillgelegt. Am 1. Januar 1969 wurde die Strecke von Pohl-Göns nach Oberkleen stillgelegt und ab dem Streckenkilometer 4,8 – der ehemaligen Grenze zu Preußen – abgebaut. Das ehemalige Streckengleis wird bis dorthin als Gleis 4 des Bahnhofs Pohl-Göns weiter benutzt. Im Zuge des Baus einer Anbindung an den Limes-Radweg von Ebersgöns nach Pohl-Göns wurde Mitte Juni 2014 die Reststrecke weiter abgebaut und um ca. 600 Meter verkürzt.
Mit der Einstellung des Personenverkehrs zwischen Butzbach Ost und Bad Nauheim Nord endete am 31. Mai 1975 der Schienenpersonenverkehr der BLE. Der Streckenabschnitt Trais-Münzenberg nach Hof- und Dorf-Güll wurde am 12. Juni 1975, der von Münzenberg nach Trais-Münzenberg am 26. September 1985 stillgelegt und anschließend abgebaut. Von dem einstmals 56,4 km umfassenden Schienennetz waren nun mehr als die Hälfte abgebaut.
Ab dem 18. Juni 2001 wurde die Bedienung zwischen Griedel und Bad Nauheim Nord sowie Butzbach Nord und Pohl-Göns eingestellt. Die Bedienung des Güterverkehrs zwischen Butzbach Ost und Münzenberg wurde durch die BLE am 1. Juni 2003 aufgegeben, er wird aber von den Eisenbahnfreunden Wetterau weitergeführt.
Im Juli 2021 teilte Verkehrsminister Tarek Al-Wazir auf eine Kleine Anfrage im Landtag mit, dass die Schieneninfrastruktur samt zugehöriger Grundstücke an die Eisenbahnfreunde Wetterau (EFW) verkauft werden solle. Dafür gründeten sie die EFW Infrastruktur GmbH, die die Strecken von Bad Nauheim Nord nach Griedel und Münzenberg im Sommer 2021 kaufte.

## Heutige Bedeutung

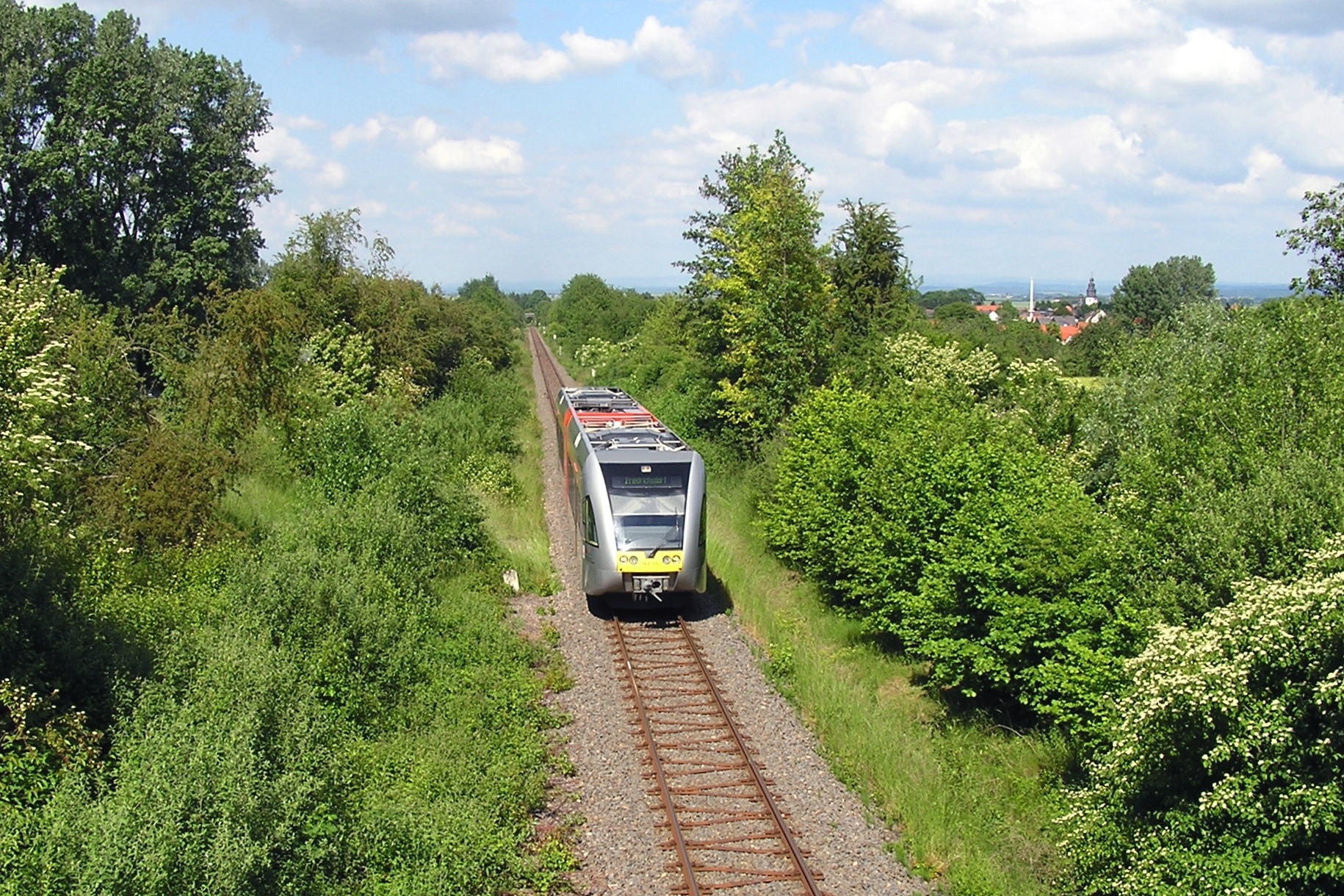
GTW 2/6 zwischen Rodheim und Burgholzhausen

Die Hessische Landesbahn benutzt von der Stammstrecke der BLE nur noch die Verbindungskurve zur Main-Weser-Bahn in Butzbach und das Stück von dort zur Werkstatt für einen bescheidenen Güterverkehr zu voestalpine BWG (Weichenwerke, ehemals Pintsch Bamag) und wöchentlich Tank-, Wasch- und Werkstattfahrten der in Butzbach stationierten Triebwagen vom und zum Einsatzgebiet.
Im Zuge der Regionalisierung des Eisenbahnverkehrs übernahm die Butzbach-Licher Eisenbahn AG Leistungen im Personenverkehr auf mehreren Strecken im Wetteraukreis und den angrenzenden Kreisen: seit 24. Mai 1998 Bahnstrecke Friedrichsdorf–Friedberg, seit 30. Mai 1999 Friedberg–Wölfersheim-Södel und Friedberg–Nidda (mit einem Zug werktags abends ab Frankfurt Hbf), seit 8. Januar 2001 Gießen–Gelnhausen (Lahn-Kinzig-Bahn) und vom 11. Juni 2001 bis zum Dezember 2012 Friedberg–Hanau (mittlerweile Teil der Mittelhessen-Express-Linie Hanau–Gießen). Als Rollmaterial wurden auf den Strecken 26 Dieseltriebwagen vom Typ Stadler GTW 2/6 eingesetzt. Zum Fahrplanwechsel 2022 wurden die Triebwagen durch 30 neue Alstom Coradia LINT 41 abgelöst und die Linie 16 Friedrichsdorf–Friedberg in ein anderes Teilnetz abgetrennt, wobei die Bedienung aufgrund der Lieferengpässe der für diese Linie vorgesehenen Triebwagen vorübergehend weiter durch die HLB mit GTW 2/6 erfolgt.
Der ursprüngliche Personenverkehr wurde weitgehend von der HLB Hessenbus übernommen, welche auch den Stadtverkehr in Butzbach bedient. Insgesamt verkehren im Wetteraukreis und im Landkreis Gießen acht Buslinien der HLB Hessenbus.
Eine Reaktivierung für den Schienenpersonennahverkehr ist bisher nicht vorgesehen. 2023 wurde die Strecke nicht in den zu reaktivierenden Schienenstrecken in Hessen aufgeführt.

### Museumsverkehr

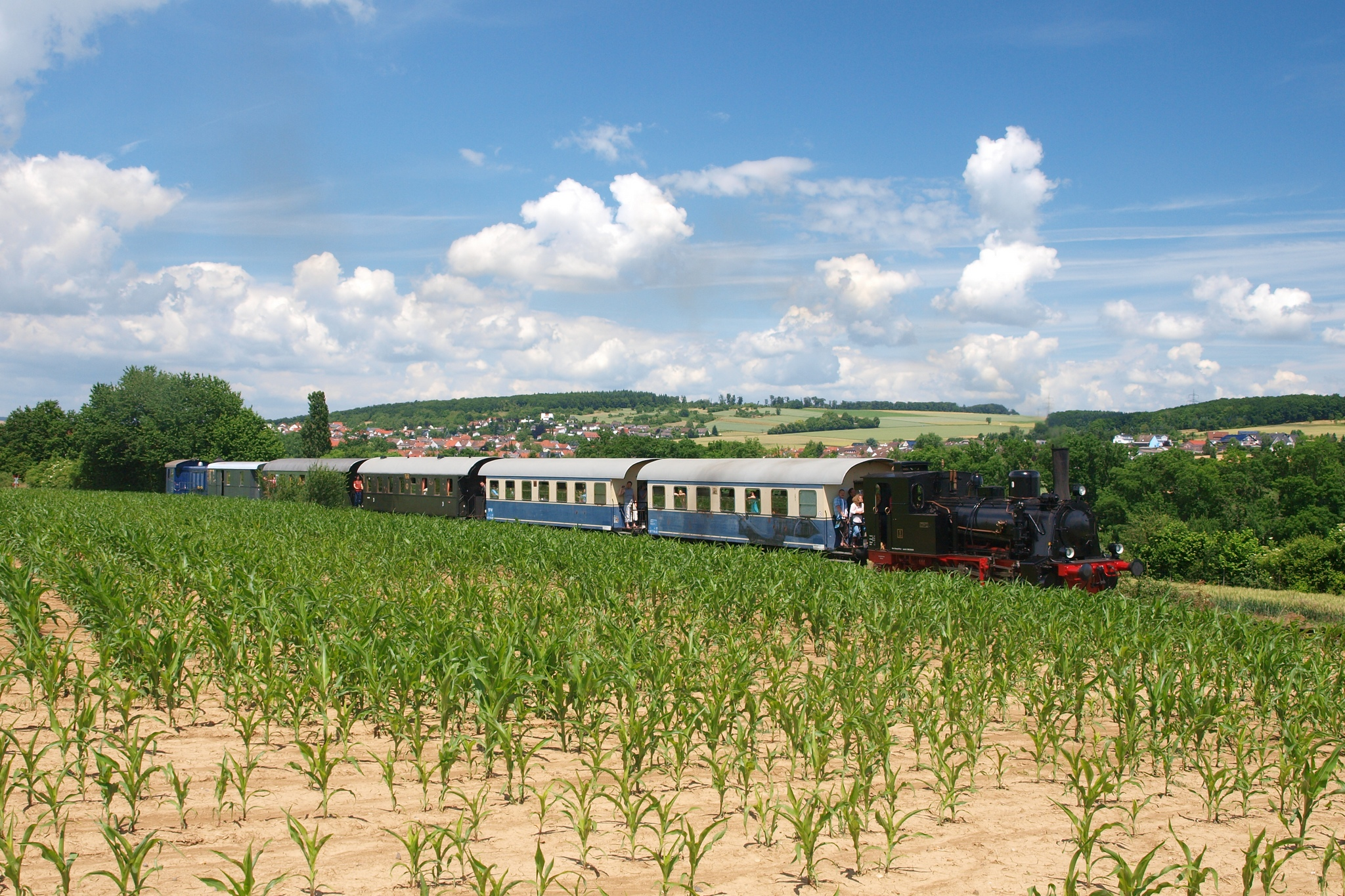
Museumszug der EFW mit den Loks 1 und 2 bei Steinfurth

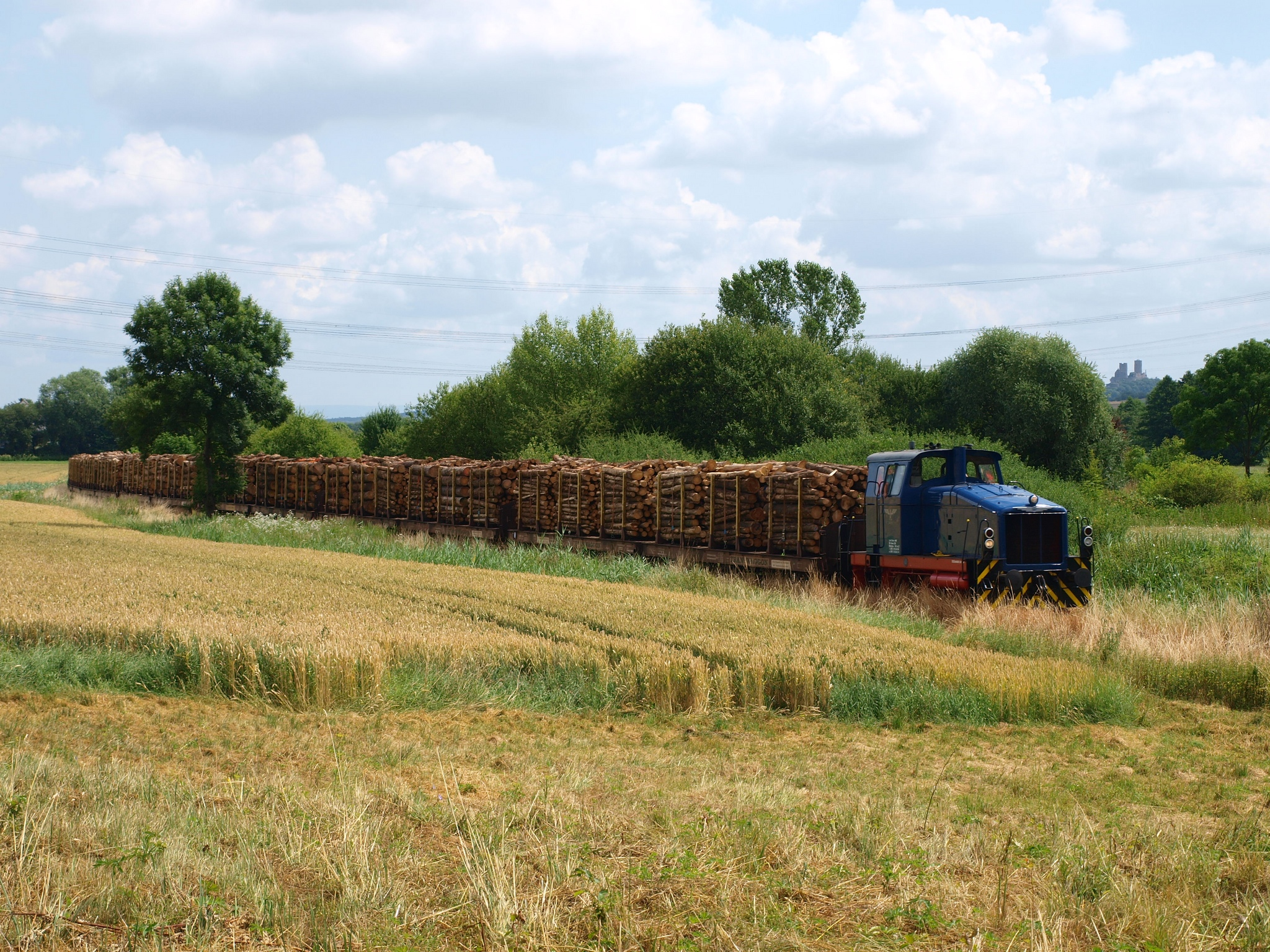
Holzzug der EFW bei Gambach

Die Strecken Griedel–Bad Nauheim Nord und Griedel–Münzenberg sind seit 2003 an die Eisenbahnfreunde Wetterau e. V. (EFW) verpachtet. Die Grenze zur Hessischen Landesbahn zwischen Butzbach Ost und Griedel liegt am Bahnübergang der L 3053 (ehm. B 488). Im Sommer fahren auf den Strecken an zwei Sonntagen im Monat Museums-Personenzüge, dazu kommen mehrere Sonderzüge an Festtagen wie Nikolaus oder Neujahr. Traditionell gibt es seit 1980 Sonderverkehr zum zweijährlichen Rosenfest in Steinfurth. Zur Landesgartenschau Bad Nauheim 2010 (LGS) wurde an allen Wochenenden in Eigenregie ein halbstündlicher Pendelverkehr zum nicht zur LGS gehörigen, aber gut besuchten „Rosendorf“ Steinfurth angeboten. Auch der Güterverkehr, vor allem in Form von Holzzügen, wurde 2004 vom Verein wieder aufgenommen. Die Übergabe zur HLB findet dabei im Bahnhof Griedel statt; von dort werden die Güter über Butzbach Nord zur Main-Weser-Bahn verbracht. Verladen wird im Bahnhof Münzenberg. In Bad Nauheim befindet sich auch der Betriebsbahnhof mit Lokhalle und Grube. Neben dem Museumszug sind dort einige Baufahrzeuge und Draisinen eingestellt.
Im Bahnhof Butzbach Nord ist im Anschluss Eisenbahnbedarf Bad Nauheim eine Auswahl früherer BLE-Fahrzeuge untergestellt, die von den Butzbach-Licher Eisenbahnfreunden betreut und aufgearbeitet werden. Der Verein hat sich als Ziel gesetzt, diese Fahrzeuge zu erhalten und die Geschichte der BLE zu dokumentieren.
Im Juli 2022 sind Teilabschnitte beider Strecken von der Aufsichtsbehörde gesperrt worden. Der Verein ist aktuell damit beschäftigt Schwellen und Schotter zunächst im Abschnitt Griedel - Münzenberg auszutauschen. Eine Wiederaufnahme des Museumsbahnbetriebs ist für das Jahr 2026  geplant (Stand August 2025).